# 入野駅 (鹿児島県)
入野駅（いりのえき）は、鹿児島県指宿市開聞十町にある、九州旅客鉄道（JR九州）指宿枕崎線の駅である。

## 歴史
- 1960年（昭和35年）3月22日：国鉄指宿線（現・指宿枕崎線）の駅として開設[1][2]。気動車の旅客のみ取扱う無人駅[3]。
- 1963年（昭和38年）10月31日：指宿線が指宿枕崎線へ編入、同線の駅となる[1]。
- 1987年（昭和62年）4月1日：国鉄分割民営化に伴い、JR九州の駅となる[1]。

## 駅構造
単式ホーム1面1線を有する地上駅。
無人駅。駅舎は無く、簡易的な屋根とベンチが設置されている。駅出入口横には小規模ながらバラ園がある。

## 利用状況
- 2015年度の1日平均乗車人員は13人である。

| 年度 | 1日平均 乗車人員 | 1日平均 乗降人員 |
| ---- | ---------------- | ---------------- |
| 2003 | 24               |                  |
| 2004 | 18               |                  |
| 2005 | 23               | 46               |
| 2006 | 28               | 57               |
| 2007 | 28               | 55               |
| 2008 | 26               | 52               |
| 2009 | 20               | 41               |
| 2010 | 13               | 27               |
| 2011 | 15               | 31               |
| 2012 | 9                | 19               |
| 2013 | 11               | 23               |
| 2014 | 10               | 20               |
| 2015 | 13               | 27               |

## 駅周辺
- 国道226号
- 開聞入野郵便局
- 矢筈岳（西郷どん岩）

## その他
- 鬼門平・矢筈岳

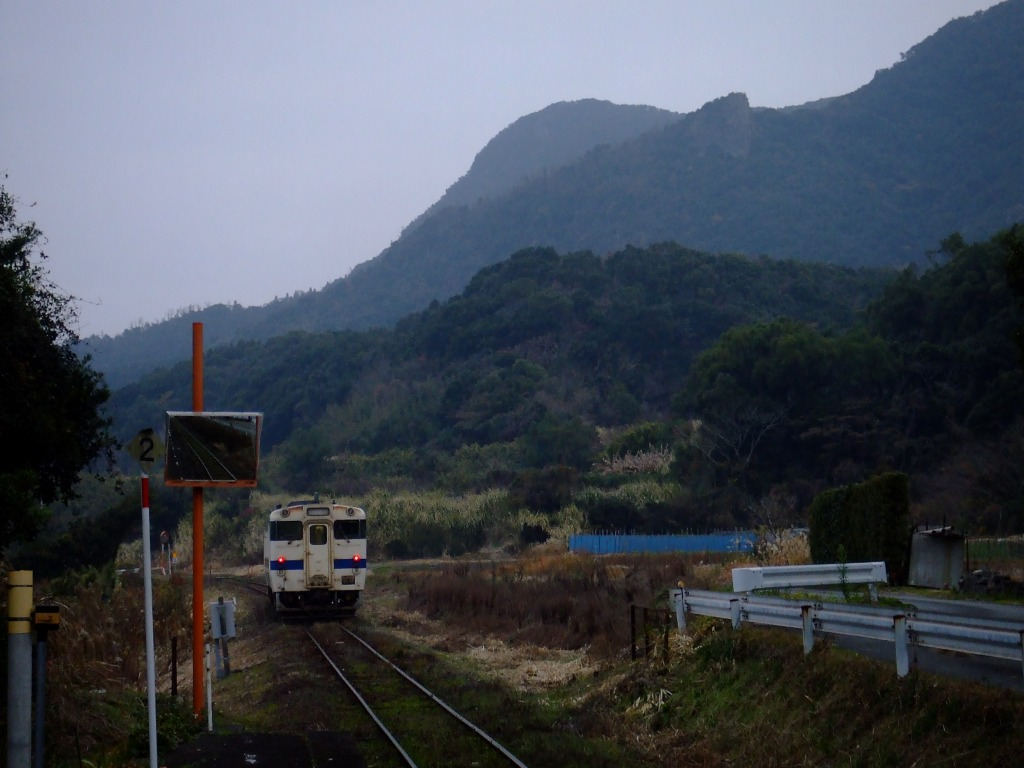
入野駅を出発する西頴娃行下り区間列車。後方には巨大断層崖である鬼門平と巨岩が突刺さる矢筈岳が迫る。

鬼門平（おんかどだいら）は薩摩半島をほぼ縦断している巨大断層崖である。開聞駅から続く線路は、南から張り出す開聞岳を避けた直度今度は北から張出している鬼門平の断層崖を避けるため、線路が南西に大きくVカーブを描いている。当駅は丁度鬼門平南東に張り付くようにある。また駅西側には矢筈岳があり、山腹には巨大な岩が突刺さるように乗っているのが駅からも望める。この登山道は入野側から入ることが出来、山頂からは正面に開聞岳の山体が美しく見えるため人気の山である。登山道途中には「西郷どん岩」と呼ばれる巨岩の他にもいくつかの巨石が突出ており、特異な風景である。

## 隣の駅
九州旅客鉄道（JR九州）
■指宿枕崎線
開聞駅 - 入野駅 - 頴娃駅